# János Starker

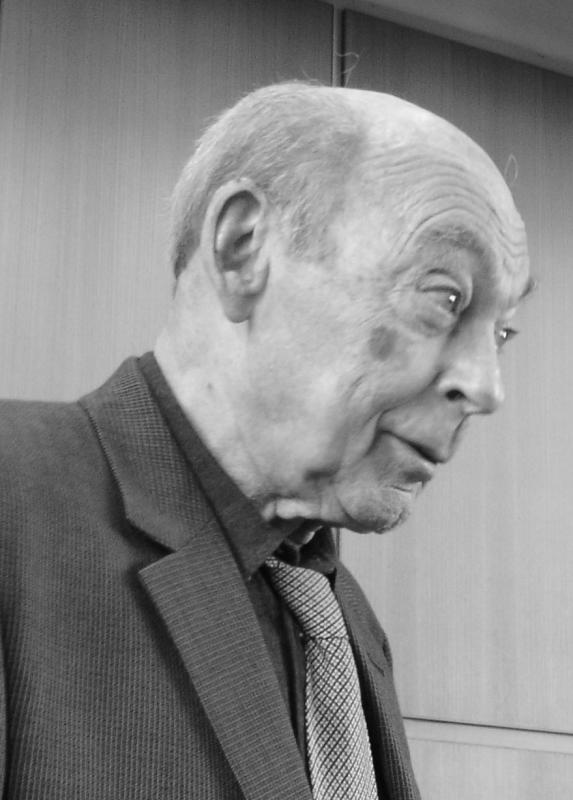
János Starker, 2009.

János Starker, född 5 juli 1924 i Budapest, död 28 april 2013 i Bloomington, Indiana, var en ungersk-amerikansk cellist. 

## Biografi
Från 1958 fram till sin död var Starker professor vid Jacobs School of Music, ett musikkonservatorium vid Indiana University i Bloomington, där han innehade titeln Distinguished Professor.
Starker fick sin första cello före sex års ålder. Hans två äldre bröder var violinister. Han gjorde sitt första offentliga framträdande vid sex års ålder, och utbildade sig vid Liszt-akademien i Budapest. Han har bl. a. givit ut Bachs cellosviter. 
Några av hans musikaliska influenser var kompositörerna Leo Weiner, Béla Bartók, Zoltán Kodály och Ernst von Dohnányi.